# Videoguard
VideoGuard es un sistema de codificación de señales audiovisuales, diseñado especialmente para los sistemas por satélite. Esta protección está desarrollada por la empresa NDS. Existen diferentes variantes de la protección dependiendo de las necesidades del proveedor. Este sistema de codificación es uno de los más extendidos por todo el mundo por los las compañías audiovisuales, como por ejemplo, por la empresa Sky y Directv (presente en multitud de países como Reino Unido, Argentina, Brasil, Colombia, Italia, México, Corea del Sur o la India). En España es empleada por la empresa ONO para sus decodificadores ADB.